# 青井未帆
青井 未帆（あおい みほ、1973年 - ）は、日本の法学者。専門は憲法。学習院大学教授。

## 略歴
国際基督教大学教養学部社会科学科卒業。東京大学大学院法学政治学研究科博士課程単位取得満期退学。信州大学経済学部准教授、成城大学法学部准教授、2011年学習院大学法務研究科教授。

## 著書
- 『憲法を守るのは誰か』幻冬舎ルネッサンス新書 2013
- 『国家安全保障基本法批判』岩波ブックレット 2014
- 『はじめての日本国憲法 役割は?私たちとのつながりは?』PHP研究所 楽しい調べ学習シリーズ 2014
- 『憲法と政治』岩波新書 2016

### 共編著
- 『憲法学の現代的論点』安西文雄,淺野博宣,岩切紀史, 齊藤愛,佐々木弘通,宍戸常寿,林知更,巻美矢紀,南野森共著 有斐閣 2006
  - 『憲法学の現代的論点 第2版』安西文雄,淺野博宣, 岩切紀史,木村草太,小島慎司,齊藤愛, 佐々木弘通, 宍戸常寿, 林知更, 巻美矢紀,南野森共著 有斐閣 2009
- 『論点日本国憲法 憲法を学ぶための基礎知識』安念潤司,小山剛,宍戸常寿,山本龍彦共編著 東京法令出版 2010
- 『改憲の何が問題か』奥平康弘,愛敬浩二共編 岩波書店 2013
- 『検証・安保法案 どこが憲法違反か』長谷部恭男編 大森政輔,柳澤協二,木村草太共著 有斐閣 2015
- 『逐条解説特定秘密保護法』斉藤豊治,清水勉,田島泰彦,晴山一穂,三宅弘,村井敏邦共著 日本評論社 2015
- 『憲法Ⅰ　人権』山本龍彦共著 有斐閣ストゥディア 2016
- 『憲法Ⅱ　総論・統治』山本龍彦共著 有斐閣ストゥディア 2022

## 論文
- <青井未帆